# Крешталица
„Крешталица“ је југословенски филм из 1966. године. Режирао га је Јован Коњовић, а сценарио је написан по делу Јоакима Вујића.

## Улоге
| Глумац           | Улога |
| ---------------- | ----- |
| Милутин Бутковић |       |
| Дара Чаленић     |       |
| Рената Улмански  |       |
| Стево Жигон      |       |